# Bob Cleary
Robert Barry "Bobby" Cleary, Sr., född 21 april 1936 i Cambridge i Massachusetts, död 16 september 2015 i Hyannis i Massachusetts, var en amerikansk ishockeyspelare.
Cleary blev olympisk guldmedaljör i ishockey vid vinterspelen 1960 i Squaw Valley.